# Henk Damen
Henk Damen ('s-Hertogenbosch, 15 augustus 1980) is een Nederlandse zanger en oud-profvoetballer.

## Loopbaan
Toen Damen 16 jaar was werd hij profvoetballer bij FC Den Bosch. Een jaar later speelde hij in het eerste elftal. Hij heeft hier twee seizoenen gespeeld en is zich toen gaan toeleggen op muziek. Mede dankzij Hans Kraay jr. kwam hij bij een platenmaatschappij terecht. In 2002 kwam zijn eerste single uit. Ik droom mijn hele leven van jou kwam in de Single Top 100 terecht. Sindsdien heeft Damen regelmatig albums en singles uitgebracht.
Begin 2008 bracht Damen de single Ik wil jou voor altijd uit, die volgens vele fans tot een van zijn beste singles ooit wordt beschouwd. Eind 2009 had Damen als een van de weinigen toestemming gekregen om een cover van André Hazes op te nemen. De single Laat mij alleen kwam binnen op nummer 11 in de TV Oranje-top 30.
In 2006 had de zanger bij de regionale zender Omroep Brabant een eigen 13-delige reallifesoap, genaamd Het kamp van Henk Damen. Hierin werden alle voorbereidingen vertoond op het grote concert dat Damen in het Theater aan de Parade in 's-Hertogenbosch zou geven. Ook werd er een deel vertoond van hoe het er thuis in huize Damen aan toegaat. In 2007 kreeg Damen de kans zijn presentatie-talent te laten zien en werd hij presentator van het Nederlandse muziekprogramma Hollandse Hitmix op Tien (Later op RTL 4). Hierin konden Nederlandse artiesten optreden met hun liedjes. Wegens de overstap naar RTL 4 daalden de kijkcijfers enorm en werd na een half jaar het programma stopgezet.

## Discografie

### Albums
| Album met eventuele hitnotering(en) in de Nederlandse Album Top 100 | Datum van verschijnen | Datum van binnenkomst | Hoogste positie | Aantal weken | Opmerkingen   |
| ------------------------------------------------------------------- | --------------------- | --------------------- | --------------- | ------------ | ------------- |
| Zomerliefde                                                         | 27-05-2002            | 29-06-2002            | 39              | 10           |               |
| Liefde is...                                                        | 17-11-2003            | 22-11-2003            | 94              | 1            |               |
| Helemaal verliefd                                                   | 25-11-2006            | 25-11-2006            | 77              | 3            |               |
| Laat mij alleen                                                     | 12-11-2009            | 21-11-2009            | 32              | 32           |               |
| Het beste van                                                       | 25-08-2011            | 17-12-2011            | 99              | 1            | Verzamelalbum |
| Vandaag begint m'n leven                                            | 26-04-2013            | 04-05-2013            | 9               | 15           |               |
| Een moederhart                                                      | 24-04-2015            | 04-05-2013            | 8               | 5            |               |

### Singles
| Single met eventuele hitnotering(en) in de Nederlandse Top 40 | Datum van verschijnen | Datum van binnenkomst | Hoogste positie | Aantal weken | Opmerkingen                 |
| ------------------------------------------------------------- | --------------------- | --------------------- | --------------- | ------------ | --------------------------- |
| Ik droom m'n hele leven van jou!                              | 2002                  | -                     |                 |              | Nr. 33 in de Single Top 100 |
| Jouw tranen komen veel te laat                                | 2002                  | -                     |                 |              | Nr. 26 in de Single Top 100 |
| Dag en nacht                                                  | 2003                  | -                     |                 |              | Nr. 54 in de Single Top 100 |
| Voor jou                                                      | 2003                  | -                     |                 |              | Nr. 30 in de Single Top 100 |
| Morgen krijg je een ontbijt van mij                           | 2004                  | -                     |                 |              | Nr. 72 in de Single Top 100 |
| Alle meisjes zijn mij even lief                               | 2004                  | -                     |                 |              | Nr. 41 in de Single Top 100 |
| Dans een keer met mij                                         | 2006                  | -                     |                 |              | Nr. 71 in de Single Top 100 |
| Wat een lekker ding                                           | 2007                  | -                     |                 |              | Nr. 69 in de Single Top 100 |
| Kleine zigeunerin                                             | 15-06-2007            | -                     |                 |              |                             |
| Ik wil jou voor altijd                                        | 07-01-2008            | -                     |                 |              | Nr. 11 in de Single Top 100 |
| Zij valt op de DJ                                             | 21-07-2008            | -                     |                 |              | Nr. 11 in de Single Top 100 |
| Ik heb de hele nacht gedroomd                                 | 24-10-2008            | -                     |                 |              | Nr. 36 in de Single Top 100 |
| Ik wil de hele avond dansen                                   | 13-07-2009            | -                     |                 |              | Nr. 34 in de Single Top 100 |
| Laat mij alleen                                               | 19-10-2009            | -                     |                 |              | Nr. 12 in de Single Top 100 |
| Leef jij je eigen leven maar!                                 | 15-04-2010            | -                     |                 |              | Nr. 40 in de Single Top 100 |
| Morgenvroeg dan kus ik jou                                    | 23-06-2011            | -                     |                 |              | Nr. 18 in de Single Top 100 |
| Kom thuis met kerstmis                                        | 2011                  | -                     |                 |              | Enkel digitaal uitgebracht  |
| Maria Maria                                                   | 26-01-2012            | -                     |                 |              | Nr. 31 in de Single Top 100 |
| Ik heb genoeg van jou                                         | 31-10-2012            | -                     |                 |              | Nr. 43 in de Single Top 100 |
| Vandaag begint m'n leven                                      | 18-04-2013            | -                     |                 |              | Nr. 27 in de Single Top 100 |
| Kus me kus me                                                 | 22-08-2013            | -                     |                 |              | Nr. 28 in de Single Top 100 |
| Schatje ik mis jou                                            | 19-12-2013            | -                     |                 |              | Nr. 74 in de Single Top 100 |
| Koningin van de zigeuners                                     | 30-10-2014            | -                     |                 |              |                             |
| Ik heb zo'n gevoel                                            | 30-04-2015            | -                     |                 |              |                             |
| Mijn zigeunermeisje                                           | 16-07-2015            | -                     |                 |              |                             |
| Ik laat je gaan                                               | 08-10-2015            | -                     |                 |              |                             |
| Wie denk jij wel wie ik ben                                   | 03-03-2016            | -                     |                 |              |                             |